# Llac Nawagaon
Nawagaon és un llac artificial del districte de Bhandara a Maharashtra, a 20° 55′ N, 80° 11′ E / 20.917°N,80.183°E amb una circumferència de 27 km i una fondària mitjana de 12 metres i mig. Està rodejat per les muntanyes Nawagaon i abastit per diversos torrents i rierols. El llac està tancat per dos embassaments que foren construïts per Chimna Patel, senyor del poble de Nawagaon.